# Agapophytus
Agapophytus är ett släkte av tvåvingar. Agapophytus ingår i familjen stilettflugor.

## Dottertaxa tillAgapophytus, i alfabetisk ordning[1]
- Agapophytus adonis
- Agapophytus albobasalis
- Agapophytus albopunctatus
- Agapophytus annamariae
- Agapophytus antheliogynaion
- Agapophytus asprolepidotos
- Agapophytus aterrimus
- Agapophytus atrilaticlavius
- Agapophytus australasiae
- Agapophytus biluteus
- Agapophytus borealis
- Agapophytus caliginosus
- Agapophytus cerrusus
- Agapophytus chaetohypopion
- Agapophytus chrysosisyrus
- Agapophytus decorus
- Agapophytus dieides
- Agapophytus discolor
- Agapophytus eli
- Agapophytus fenestratum
- Agapophytus flavicornis
- Agapophytus galbicaudus
- Agapophytus labifenestellus
- Agapophytus laparoceles
- Agapophytus lissohoplon
- Agapophytus lyneborgi
- Agapophytus notozophos
- Agapophytus novaeguineae
- Agapophytus pallidicrus
- Agapophytus palmulus
- Agapophytus paramonovi
- Agapophytus pyrrhotelus
- Agapophytus queenslandi
- Agapophytus ruficaudus
- Agapophytus septentrionalis
- Agapophytus squamosus
- Agapophytus varipennis
- Agapophytus yeatesi
- Agapophytus zebra